# N11 (Zuid-Afrika)
De N11 is een nationale weg in Zuid-Afrika. De weg loopt van Ladysmith naar Grobler's Bridge.